# Salvelinus willoughbii
Salvelinus willoughbii és una espècie de peix de la família dels salmònids i de l'ordre dels salmoniformes.

## Reproducció
Fresa al mes de novembre en fons pedregosos i entre 1-3 m de fondària. La desclosa té lloc al cap de 64-80 dies.

## Hàbitat
Viu en zones d'aigües dolces temperades.

## Distribució geogràfica
Es troba al Regne Unit.